# Ottomaanse Socialistische Partij
De Ottomaanse Socialistische Partij (Turks: Osmanlı Sosyalist Fırkası) was de eerste Turkse socialistische partij in het Ottomaanse Rijk. De partij werd opgericht in 1910. 

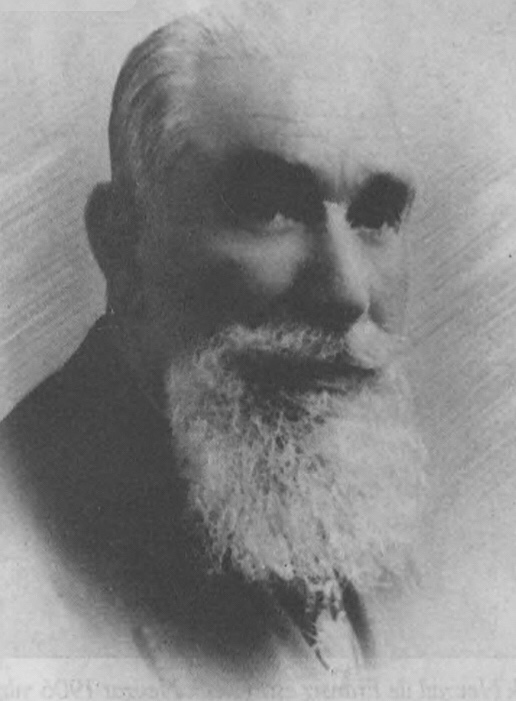
Dr. Refik Nevzat (†1960)

Vóór de oprichting van de OSF bestonden er al tal van socialistische partijen in het Ottomaanse Rijk, maar deze partijen, zoals de Joodse Arbeidersfederatie in Salonicka, de Bulgaarse Federatieve Volkspartij, het Griekse Socialistische Centrum in Istanboel en de Armeense Hunchak en Dashnak partijen, vertegenwoordigden enkel de etnische minderheden binnen het Rijk. De Ottomaanse Socialistische Partij was vrijwel geheel etnisch Turks. De partij was echter niet nationalistisch en streefde samenwerking tussen de verschillende nationaliteiten binnen het Rijk na. Er werd dan ook samengewerkt met de andere socialistische en linkse partijen. 
De oprichter van de partij was Hüseyin Hilmi (1885-1922) die sterk de invloed had ondergaan van de liberale ideeën van prins Sabahaddin. Hilmi bekleedde ook het voorzitterschap van de partij. In Parijs werd een buitenlandse afdeling opgericht door Dr. Refik Nevzat (†1960), een intellectueel die sinds 1894 in ballingschap verbleef vanwege zijn verzet tegen de toenmalige sultan Abdülhamit II. Ondanks de naam doet vermoeden was de OSF geen partij in de moderne zin van het woord, maar eerder een groep intellectuele hervormers. Ondanks het feit dat Hilmi correspondeerde met de Franse socialist Jean Jaurès en zijn vergeefse pogingen zijn partij te doen laten toetreden tot de Tweede Internationale, waren noch Hilmi, noch Nevzat echte socialisten, maar eerder linkse liberalen die het beleid van het Comité voor Eenheid en Vooruitgang dat na de revolutie van 1908 aan de macht was gekomen te conservatief vonden. Nevzat schreef vanuit Parijs een drietal brochures waarin het gedachtegoed van de OSF werd toegelicht. 
De militaire coup van Jong Turkse officieren in 1913 maakte een einde aan de activiteiten van de OSF. Hilmi werd gearresteerd en zat een jaar gevangen alvorens in ballingschap te gaan. Nevzat werd door de Ottomaanse regering bij verstek ter dood veroordeeld. 

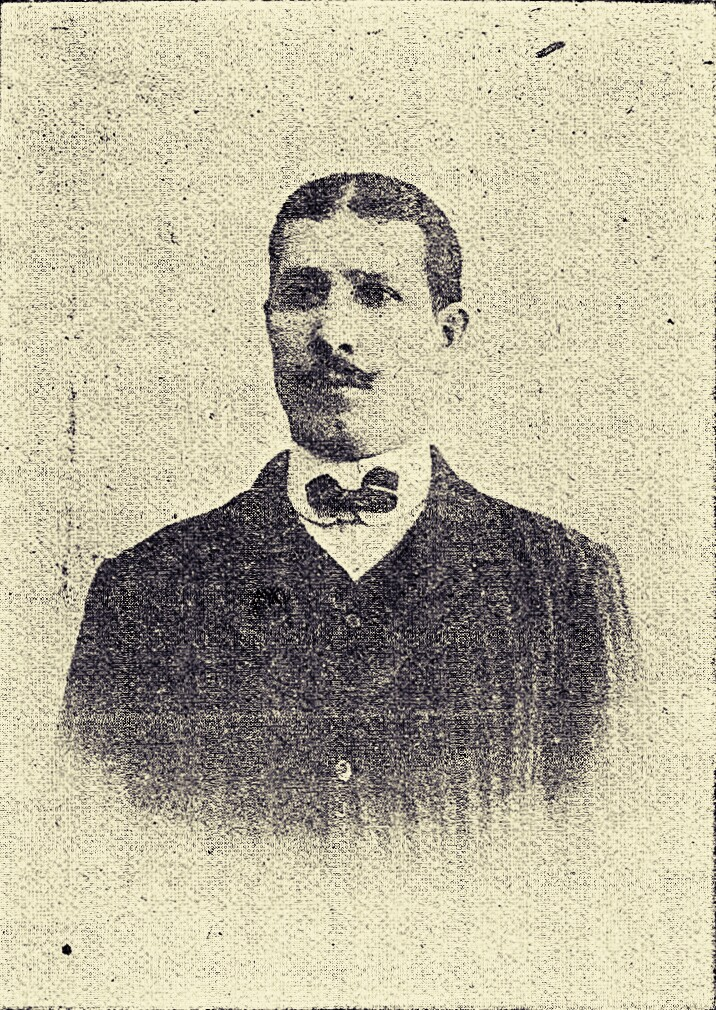
Hüseyin Hilmi Bey (1885-1922)

Na de Eerste Wereldoorlog keerde Hilmi naar Istanboel terug en was in februari 1919 betrokken bij de oprichting van de Turkse Socialistische Partij (Türkiye Sosyalist Fırkası, TSF). Nevzat, vertegenwoordiger van de TSF in Europa, werd door de partij voorgedragen als kandidaat voor het parlement, maar niet gekozen. Anders dan de OSF had de TSF een duidelijk socialistisch profiel en was lid van de Tweede Internationale. De concurrerende   Turkse Socialistische Arbeiders- en Boerenpartij (Türkiye İşçi ve Çiftçi Sosyalist Fırkası) was echter veel invloedrijker en ook linkser georiënteerd dan de TSF en was aangesloten bij de Derde Internationale. 

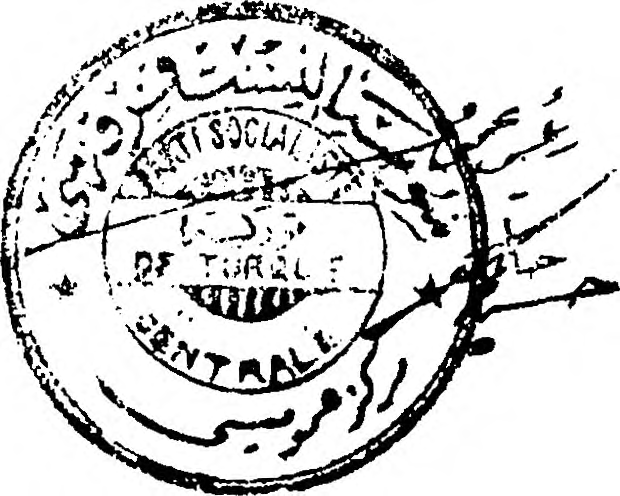
Zegel van de Turkse Socialistische Partij (1919)

Omdat de TSF stakingen tegen internationale (Britse, Franse) bedrijven steunde kwam het in conflict met de regering. In 1922 werd de partij verboden en Hilmi gearresteerd. Hij kwam later weer vrij, maar werd op 16 november 1922 door een politieagent doodgeschoten. Het is niet uitgesloten dat hij om politieke redenen werd gedood, mogelijk zelfs in opdracht van de regering.

## Verwijzingen
1. ↑  Of: Osmaanse
2. ↑  1
3. ↑  E. Erol: REPROACHING HÜSEYİN (İŞTİRAKÇİ) HİLMİ: AN OTTOMAN SOCIALIST IN EARLY 20th CENTURY, 2009, p. 22